# أندريه هونكا
أندريه هونكا (بالتشيكية: Ondřej Honka)‏ هو لاعب كرة قدم تشيكي في مركز الهجوم، ولد في 20 أبريل 1986 في براغ في جمهورية التشيك. شارك مع منتخب التشيك تحت 17 سنة لكرة القدم. أما مع النوادي، فقد لعب مع سبارتا براغ وفيكتوريا بلزن ونادي سلوفاكو.

## وصلات خارجية
- أندريه هونكا على موقع الاتحاد التشيكي (الإنجليزية)
- أندريه هونكا على موقع قاعدة بيانات كرة القدم.إي يو (الإنجليزية)